# Mary Mackall Gwinn

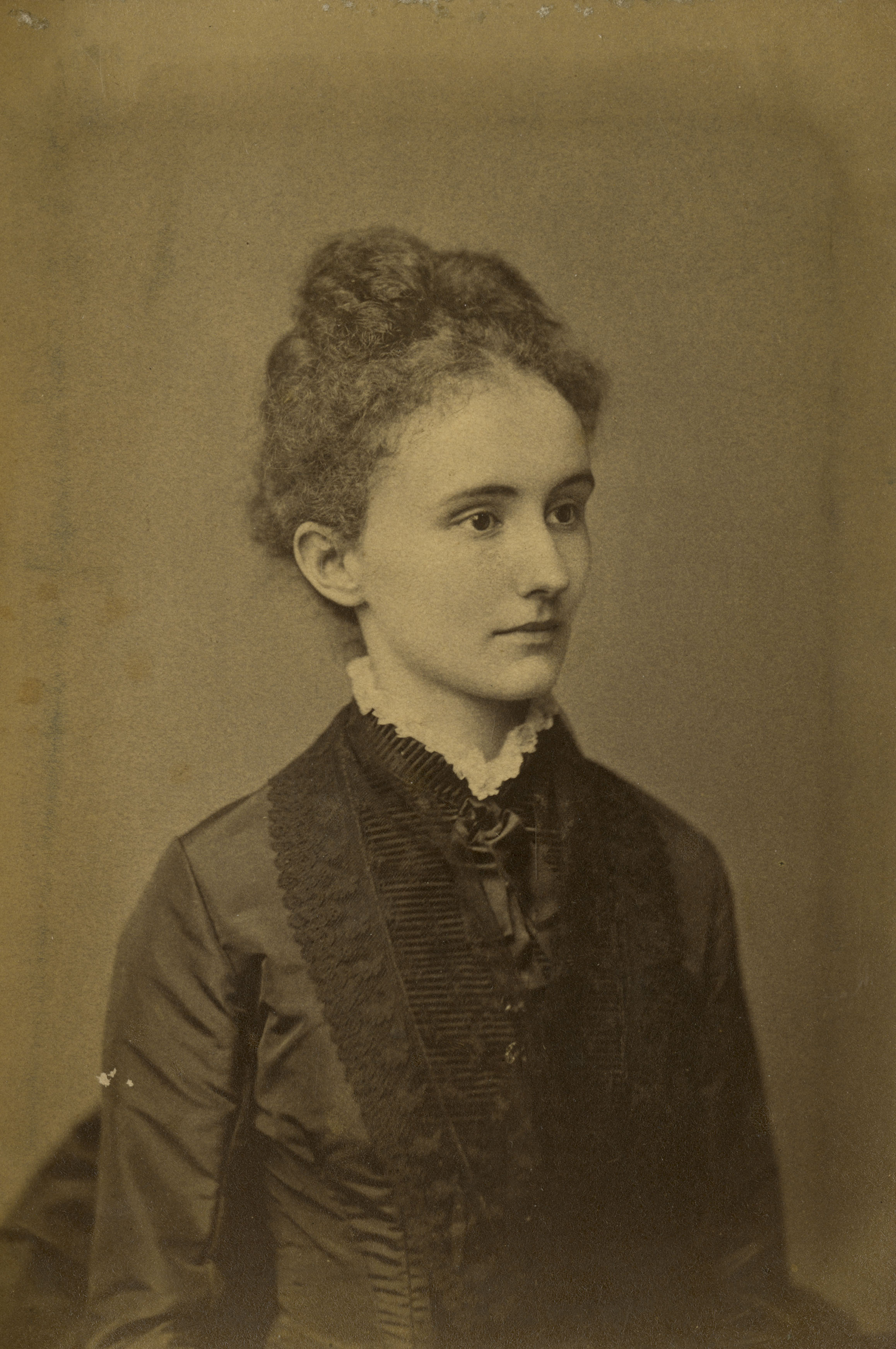
Mary Mackall Gwinn Hodder

Mary Mackall "Mamie" Gwinn Hodder (* 2. Februar 1860 in Baltimore, Maryland; † 11. November 1940 in Princeton, New Jersey) war eine US-amerikanische Literaturwissenschaftlerin und Hochschullehrerin. Sie war Professorin für englische Literatur am Bryn Mawr College.

## Leben und Werk
Gwinn war die Tochter von Matilda Bowie Johnson Gewinn und Charles John Morris Gwinn, dem persönlichen Anwalt von Johns Hopkins. Ihr Vater erstellte die rechtlichen Dokumente zur Gründung der Johns Hopkins University und des Johns Hopkins Hospital und war Mitglied des Kuratoriums beider Institutionen. Gwinns Großvater war der Anwalt Reverdy Johnson, der als US-Senator gedient hatte, einst Generalstaatsanwalt der Vereinigten Staaten war und den Fall Dred Scott vor dem Obersten Gerichtshof der USA vertrat. Ihr Onkel Reverdy Johnson Jr. war Mitglied des Johns Hopkins-Kuratoriums.

### Friday Night Gruppe
In den späten 1870er Jahren gründete Gwinn mit Mary Garrett, Julia Rebecca Rogers,  Elizabeth (Bessie) Tabor King und Martha Carey Thomas einen philosophischen und literarischen Debattierclub „Friday Night“, der sich alle zwei Wochen traf. Es war eine Gruppe von wohlhabenden jungen Frauen, von deren Vätern vier im Kuratorium der Johns Hopkins University waren. 1885 gründete diese Gruppe in Baltimore eine Schule für die Ausbildung von Mädchen. Diese Bryn Mawr School hatte als Abschlussvoraussetzung, die Aufnahmeprüfungen an dem Bryn Mawr College zu bestehen. Die Mitglieder dieser Gruppe beschlossen alle, niemals zu heiraten, da sie ihre Freiheit mehr als die Ehe schätzten. Die einzige, die dieses Gelübde brach, war Gwinn, aber erst nachdem sie mit Thomas etwa 25 Jahre in einer Boston Marriage gelebt hatte.

### Johns Hopkins Medical School
An der Johns Hopkins University war bei der Planung einer neuen medizinischen Fakultät nie in Betracht gezogen worden, Frauen in diese Schule aufzunehmen. Als die Universität durch eine finanzielle Krise keine Mittel mehr hatte, um die neue Schule zu eröffnen, organisierten 1890 die Frauen der Friday Night Gruppe durch das Insiderwissen aufgrund der Positionen ihrer Väter im Hopkins-Vorstand eine Kampagne des Women’s Medical Fund. Es wurde durch Spenden ein Geldbetrag aufgebracht, der ausreichte, um die School of Medicine zu errichten und ihn den Treuhändern der Universität unter der Bedingung anzubieten, dass Frauen dort ebenso wie Männer ausgebildet werden.

### Lebenspartner
Gwinn begleitete 1879 Martha Carey Thomas bei Reisen durch Westeuropa, um mit ihr in Leipzig zu studieren und sie kehrten 1883 zurück. Sie erhielt jedoch im Gegensatz zu Thomas keinen akademischen Abschluss, da die Universität Leipzig Hochschulabschlüsse für Frauen untersagte. Als Thomas zum ersten Dekan vom Bryn Mawr College ernannt wurde, studierte Gwinn dort, promovierte 1888 und unterrichtete am College als Professorin für englische Literatur. Die beiden Frauen lebten fast zwanzig Jahre zusammen im Dekanat im Bryn Mawr College. Zusätzlich zu ihren Vorlesungen forschte Gwinn und arbeitete an einer Übersetzung von Beowulf.

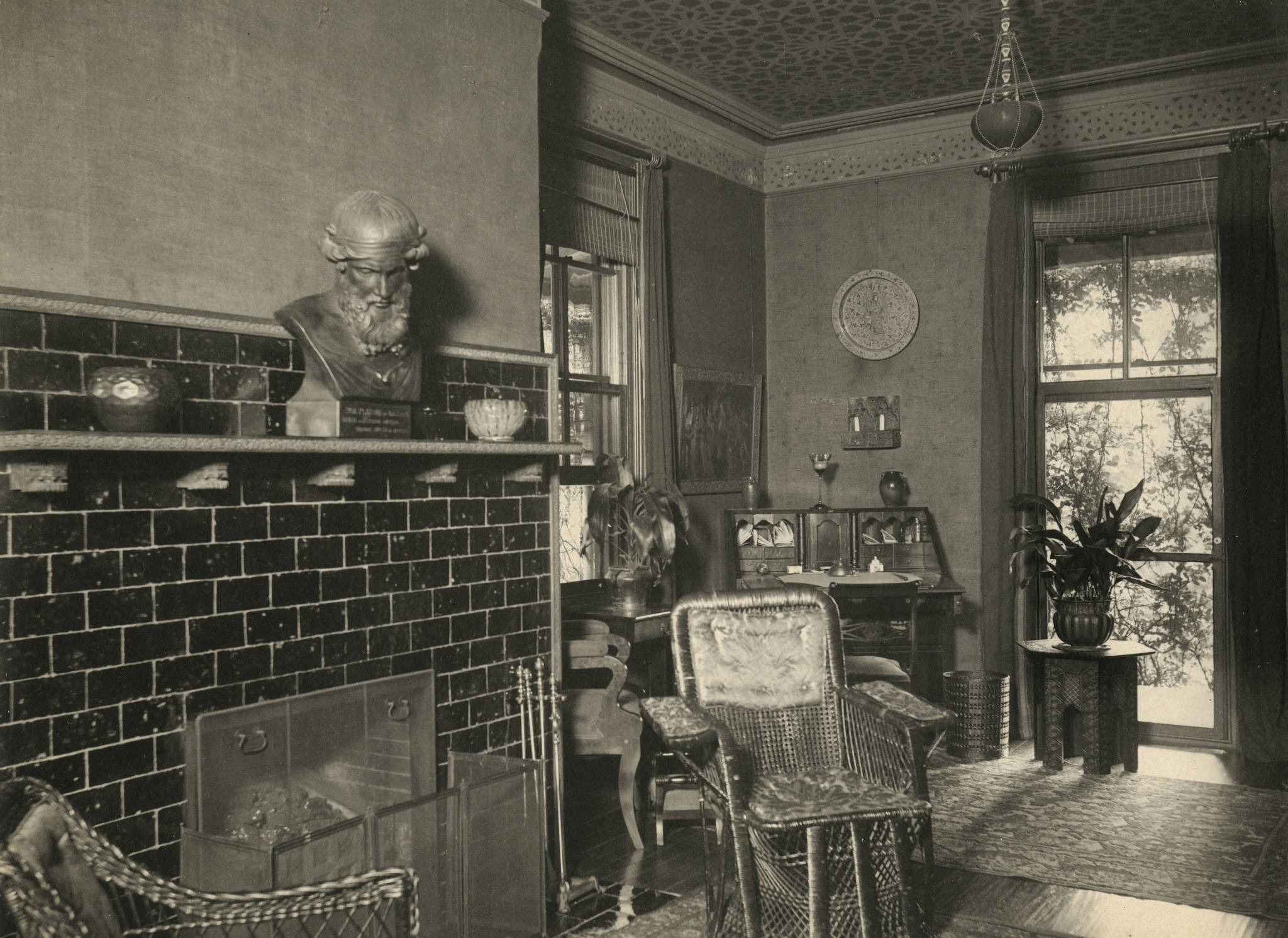
Innenansicht von Gwinns Arbeitszimmer im Dekanat am Bryn Mawr College

1904 heiratete sie ihren geschiedenen Kollegen am Bryn Mawr College, Alfred Hodder. Nach diesem Miniskandal korrespondierte Thomas nie wieder mit ihr, da Gwinn die einzige aus der Friday Night Gruppe war, die heiratete. Nach ihrer Hochzeit lebte Gwinn mit ihrem Ehemann in New York City, wo dieser bereits für den Bezirksstaatsanwalt Williams Travers Jerome arbeitete. Als ihr Ehemann 1907 in einem New Yorker Gefängnis starb, kehrte sie nicht mehr in ihren akademischen Beruf zurück, sondern lebte in Baltimore und ihre letzten 10 Lebensjahre in Princeton, New Jersey. Ihre Grabstätte befindet sich auf dem Green Mount Cemetery in Baltimore.
1944 wurde aus ihrem Nachlass der Mary MacKall Gwinn Hodder Fund gegründet, der jedes Jahr bis zu fünf vom Lewis Center for the Arts in Princeton ausgewählte Stipendiaten unterstützt.